# Sylvia minula
La curruca chica (Sylvia minula) es una especie de ave paseriforme de la familia Sylviidae que vive en Asia. 

## Descripción
Mide entre 12 cm de largo y pesa entre 8 y 13 g. El plumaje de su cabeza es gris y el del resto de sus partes superiores es marrón grisáceo claro, su garganta es blanca y las demás partes inferiores son blanquecino grisáceas. Se distingue de la curruca de Hume y la curruca zarcerilla porque es más pequeña, tiene el pico más corto, carece de las mejillas oscuras que tienen las otras dos currucas y sus partes superiores son más claras, siguiendo la regla de Gloger.

## Taxonomía
Anteriormente se consideraba is conespecífica con la curruca zarcerilla, pero actualmente se consideran especies separadas que forman parte de la misma superespecie. La curruca chica y la curruca de Hume son las especies que forman el linaje asiático de la superespecie y se divergieron para adaptarse a las regiones bajas secas y las montañas húmedas respectivamente.

Suelen reconocer tres subspecies, aunque algunos autores consideran a la tercera una especie aparte:
- Sylvia minula minula (syn. S. m. chuancheica), presente en la mitad occidental de su área de distribución.
- Sylvia minula jaxartica, en la parte central de su área de distribución.
- Sylvia minula margelanica, en la parte oriental de su área de distribución.

Las subespecies halimodendri y telengitica atribuidas a la curruca zarcerilla podrían pertenecer a la curruca chica, o alternativamente podrían ser híbridos de S. m. jaxartica y S. m. margelanica con currucas zarcerillas respectivamente.

## Distribución y hábitat
La curruca chica habita en regiones áridas de baja altitud desde el este de Irán y Turkmenistán hasta Xinjiang en el norte de China central, donde cría entre los matorrales espinosos. Su área reproductiva no solapa con el de la curruca zarcerilla, que se encuentra más al norte, pero sí coincide geográficamente con el de la curruca de Hume pero a distintas altitudes. La curruca chica migra al sur para pasar el invierno desde la península arábiga hasta el noreste de la India, donde coincide con las currucas zarcerillas y de Hume que también pasan el invierno en muchas de esas regiones.